# Aspell
Aspell – standardowy w systemach GNU program do sprawdzania pisowni. 
Stworzono go w celu zastąpienia uboższego programu Ispell.
Aspell kompiluje się również na innych, nieuniksowych systemach, jak na przykład Microsoft Windows.
Licencją programu jest GNU LGPL, a dokumentacji – GNU FDL.
Słowniki do programu są dostępne w ponad siedemdziesięciu językach. Głównym zarządcą projektu jest Kevin Atkinson.